# Chochana Boukhobza

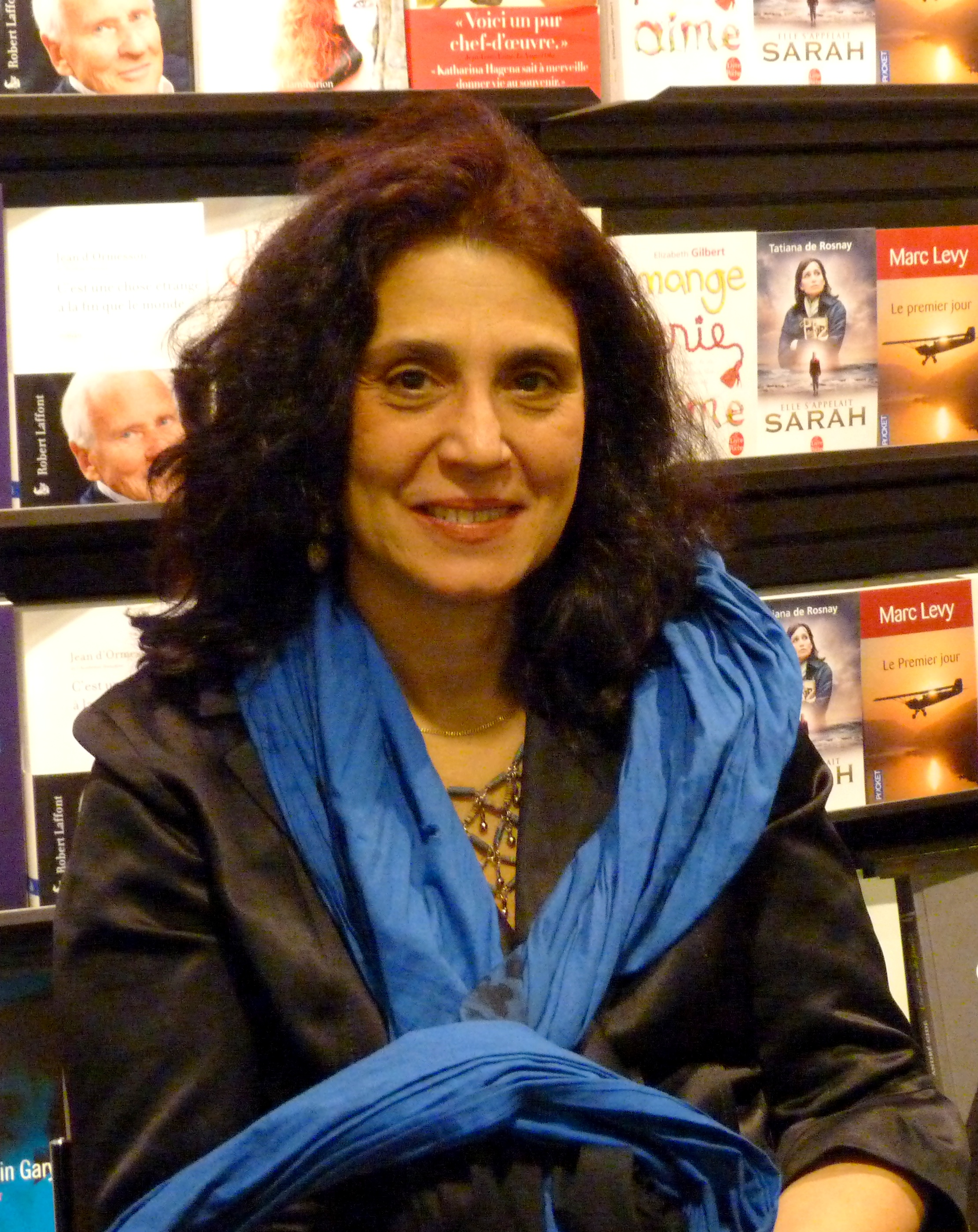
Chochana Boukhobza (Buchmesse Paris 2010)

Chochana Boukhobza (hebräisch שושנה בוקובזה) (geboren am 2. März 1959 in Sfax, Tunesien) ist eine französische Schriftstellerin sephardischer Herkunft.

## Leben
Sie verließ mit ihren Eltern im Alter von vier Jahren Tunesien und studierte nach dem Abitur in Israel Mathematik. Seit dem 21. Lebensjahr lebt sie in Paris. 
Sie ist Autorin mehrerer Romane. Ihr Debütroman Un été à Jérusalem (dt.: Sommer in Jerusalem) wurde 1986 mit dem Prix Méditerranée ausgezeichnet. Für ihr zweites Werk  Le Cri erhielt sie den französischen Literaturpreis Prix Fémina. Chochana Boukhobza hat auch einige Drehbücher verfasst. Im Jahr 2005 führte sie Regie beim Dokumentarfilm Un billet aller-retour (dt.: Ein Rückflugticket) der Barcelona-Paris Films Productions.

## Werke (Auszug)
- Un Eté à Jérusalem. Éditions Balland, Paris 1986, ISBN 978-2-7158-0585-9.
- Le cri. Éditions Balland, Paris 1987, ISBN 978-2-7158-0646-7.
- Les herbes amères. Éditions Balland, Paris 1989, ISBN 978-2-7158-0753-2.
- Bel Canto. Éditions du Seuil, coll. «Cadre rouge», Paris 1991, ISBN 978-2-02-013524-5.
- La clef des chants. ill. de Catel, Éditions Épigones, coll. «Myriades môme», Paris 1995, ISBN 978-2-7366-4677-6.
- Pour l’amour du père. Éditions du Seuil, coll. «Cadre rouge», Paris 1998, ISBN 978-2-02-014759-0.
- Sous les étoiles. Éditions du Seuil, coll. «Cadre rouge», Paris 2002, ISBN 978-2-02-031391-9.
- Quand la bible rêve. ill. de Mireille Vautier, Éditions Gallimard, coll. «Giboulées», Paris 2005, ISBN 978-2-07-057060-7.
- Le Troisième Jour. Éditions Denoêl, coll. «Romans français», Paris 2010, ISBN 978-2-207-10156-8.
- Fureur. Éditions Denoêl, coll. «Romans français», Paris 2012, ISBN 978-2-207-11198-7.